# Megan Rosenbloom
Megan Curran Rosenbloom, née en 1981, est une bibliothécaire médicale (en) américaine et une spécialiste de la bibliopégie anthropodermique, la pratique historique de relier des livres avec de la peau humaine. Elle est membre de l'équipe du Anthropodermic Book Project (en français : Projet du livre anthopodermique), un groupe qui teste scientifiquement les livres reliés à l'aide de peau afin de déterminer si leur origine est bien humaine.

## Formation
Megan Rosenbloom est née en 1981. En 2004, elle obtient une licence en journalisme à l'université de Drexel. Puis, en 2008, elle reçoit son Master of Library and Information Science de l'université de Pittsburgh.

## Carrière
Megan Rosenbloom travaille comme bibliothécaire à la bibliothèque médicale Norris de l'université de Californie du Sud et également comme rédactrice de la nécrologie pour le Journal of the Medical Library Association.
Grâce à son travail de bibliothécaire, elle a accès à un grand nombre de livres médicaux, anciens et rares, qui traitent également de la mort. Elle commence à faire des conférences publiques sur la façon dont l'histoire des progrès médicaux est liée à l'utilisation de cadavres, anonymes, puis elle rencontre Caitlin Doughty (en). Ensemble, elles organisent des événements du Salon de la mort. Rosenbloom pense que plus les gens nient l'inévitabilité de la mort, « plus les gens sont psychiquement détruits quand cela arrive dans leur vie ». 
Elle a cofondé et dirige le Salon de la mort, la branche événementielle de l'Ordre de la bonne mort (en), où les gens peuvent avoir des conversations et des discussions avec d'autres, sur la mort.
Les salons de la mort sont un mélange d'activités privées de l'Ordre de la bonne mort et d'événements publics, qui ont lieu presque chaque année, depuis 2013,.
Elle s'est spécialisée dans l'étude de la bibliopégie anthropodermique. En tant que membres du projet du Anthropodermic Book Project, Rosenbloom et ses collègues Daniel Kirby, Richard Hark et Anna Dhody, utilisent l'empreinte de masse peptidique (en) pour déterminer si la reliure des livres est d'origine humaine. Megan Rosenbloom fait partie de l'équipe de sensibilisation, qui tente de convaincre les bibliothèques de livres rares de faire tester leurs livres.

## Publications
- Des livres reliés en peau humaine : Enquête sur la bibliopégie anthropodermique (trad. de l'anglais par Phoebe Hadjimarkos-Clarke), Éditions B42, mars 2022  (ISBN 978-2-490077-64-9)  (EAN 9782490077649) (édition originale américaine : Dark Archives : A Librarian's Investigation into the Science and History of Books Bound in Human Skin, Farrar, Straus and Giroux, 2020 (ISBN 978-0-374-13470-9)).

### Articles et bibliographie
- (en) Megan Rosenbloom, « A Book by its Cover : Identifying & Scientifically Testing the World's Books Bound in Human Skin », The Watermark: Newsletter of the Archivists and Librarians in the History of the Health Sciences, vol. 39, no 3,‎ 2016, p. 20–22 (ISSN 1553-7641, lire en ligne [PDF], consulté le 29 mars 2020).
- (en) Megan Rosenbloom, « A Book by Its Cover - The strange history of books bound in human skin. », Lapham’s Quarterly,‎ 19 octobre 2016 (lire en ligne, consulté le 29 mars 2020).

### Source de la traduction
- (en) Cet article est partiellement ou en totalité issu de l’article de Wikipédia en anglais intitulé « Megan Rosenbloom » (voir la liste des auteurs).